# Monck (ancienne circonscription fédérale)
Pour les articles homonymes, voir Monck.
Circonscription électorale fédérale du Canada
Monck est une circonscription électorale fédérale de l'Ontario, représentée de 1867 à 1892.
C'est l'Acte de l'Amérique du Nord britannique de 1867 qui créer le district électoral de Monck. Abolie en 1892, la circonscription est redistribuée parmi Haldimand et Monck et Lincoln et Niagara.

## Géographie
En 1867, la circonscription de Monck comprenait:
- Dans le comté de Lincoln
  - Les cantons de Caistor et de Gainsborough
- Dans le comté d'Haldimand
  - Les cantons de Canborough, Dunn, Dunnville, Moulton et Sherbrooke
- Dans le comté de Welland
  - Les cantons de Pelham et de Wainfleet

En 1872, la circonscription perd le canton de Caistor pour gagner celui de South Cayuga.

## Députés
| Législature                                                            | Années    | Député | Député               | Parti                |
| Monck                                                                  | Monck     | Monck  | Monck                | Monck                |
| ---------------------------------------------------------------------- | --------- | ------ | -------------------- | -------------------- |
| 1re                                                                    | 1867–1872 |        | Lachlin McCallum     | Libéral-conservateur |
| 2e                                                                     | 1872–1874 |        | James David Edgar    | Libéral              |
| 3e                                                                     | 1874–1875 |        | Lachlin McCallum (2) | Libéral-conservateur |
| 3e                                                                     | 1875-1878 |        | Lachlin McCallum (2) | Libéral-conservateur |
| 4e                                                                     | 1878–1882 |        | Lachlin McCallum (2) | Libéral-conservateur |
| 5e                                                                     | 1882–1887 |        | Lachlin McCallum (2) | Libéral-conservateur |
| 6e                                                                     | 1887–1891 |        | Arthur Boyle         | Conservateur         |
| 7e                                                                     | 1891–1892 |        | John Brown           | Libéral              |
| 7e                                                                     | 1892-1896 |        | Arthur Boyle (2)     | Conservateur         |
| Circonscription dissoute dans Haldimand et Monck et Lincoln et Niagara |           |        |                      |                      |